# آراس-۲۴ یارس

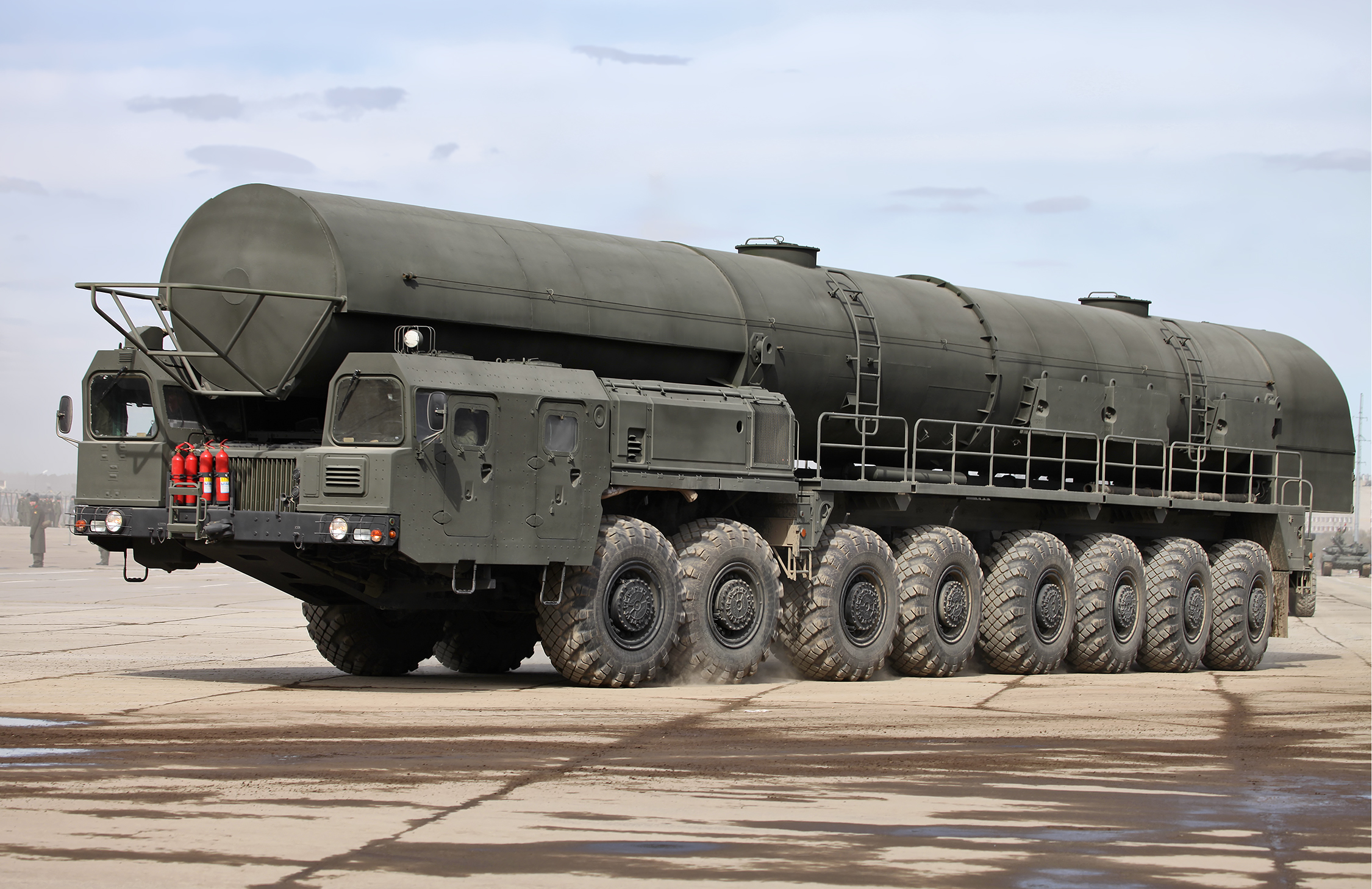
وسیله نقلیه پشتیبانی رزمی BMS برای آموزشگاه رانندگی و بکسل نجات کشنده برپاگر پرتابگر TEL استفاده می‌شود

آر اس-۲۴ یارس (RS-24 Yars) (РС-۲۴ Ярс– ракета стратегическая) به معنی موشک استراتژیک- اصلاح ۲۴ که با نام آرتی-۲۴ یارس (RT-24 Yars) یا توپول- ام آر (Topol'-MR) نیز شناخته می‌شود (روسی: PC-24 «Ярс»، نام گزارش ناتو: SS-29 یا SS-27 Mod 2)، یک موشک بالستیک قاره‌پیما مسلح به هدف‌گیری مستقل چندگانه MIRV روسیه است که برای اولین بار در ۲۹ می ۲۰۰۷ پس از یک پروژه تحقیق و توسعه نظامی مخفی آزمایش شد.
این موشک در اصل همان موشک نسخه مود ۱ توپول-ام (Topol-M) است، با این تفاوت که «اتوبوس» محموله آن برای حمل چندین کلاهک هدفمند مستقل (MIRV) اصلاح شده است. تصور می‌شود که هر موشک می‌تواند تا ۴ کلاهک را حمل کند، اگرچه دقیقاً مشخص نیست حداکثر چه ظرفیتی را می‌تواند حمل کند.
آر اس-۲۴ موشکی است که از اس اس-۲۷ مود 1 (SS-27 Mod 1)  [یا همان توپول ام (Topol-M)] فعلی سنگین‌تر است و برخی گزارش‌ها می‌گویند که می‌تواند تا ۱۰ کلاهک قابل هدف مستقل را حمل کند. آزمایش‌های سال ۲۰۰۷ به عنوان پاسخی به سپر موشکی که ایالات متحده قصد استقرار در اروپا را داشت، منتشر شد. آر اس-۲۴ از سال ۲۰۱۰ به صورت عملیاتی مستقر شده است و با بیش از ۵۰ پرتابگر از ژوئن ۲۰۱۷ عملیاتی شده است.
به نظر می‌رسد که یارس یک کلمه روسی نیست، اما ریشه اسلاوی яр (یار) وجود دارد، که یک کرانه یا دره شیب دار است، که با نام موشک جدید روسی دیگر، آر اس-۲۶ روبژ [RS-26 Rubezh (РС-۲۶ Рубеж)] سازگار است که معنی مرز یا حد بیرونی می‌دهد. به گفته سرگئی کاراکایف، فرمانده نیروهای موشکی استراتژیک، یارس مخفف کلمه " Ya dernaya R aketa S derzhivaniya" (روسی: Ядерная ракета сдерживания) به معنی "موشک بازدارنده هسته ای" می‌باشد.

## آزمایش
این موشک به گفته دولت روسیه که برای شکست دادن سیستم‌های ضد موشکی فعلی و بالقوه طراحی شده است، این موشک بین قاره ای برای اولین بار با پرتاب از یک پرتابگر متحرک در پایگاه فضایی پلستسک در شمال غربی روسیه در ساعت ۱۱:۲۰ به وقت گرینویچ، ۲۹ مه ۲۰۰۷ آزمایش شد. و کلاهک‌های آزمایشی آن روی هدف حدود ۵٬۷۵۰ کیلومتر (۳٬۵۷۳ مایل) در محدوده آزمایشی کورا واقع در شرقی‌ترین نقطه شبه جزیره کامچاتکا فرود آمد.
دومین پرتاب از پلستسک به محدوده آزمایشی کورا در ۲۵ دسامبر ۲۰۰۷ در ساعت ۱۳:۱۰ به وقت گرینویچ انجام شد و با موفقیت به مقصد رسید. سومین پرتاب موفقیت‌آمیز از مرکز فضایی پلستسک در شمال غربی روسیه در ۲۶ نوامبر ۲۰۰۸ در ساعت ۱۳:۲۰ به وقت گرینویچ انجام شد. تجهیزات چندگانه دارای قابلیت ورود مجدد به جو این موشک با موفقیت بر روی اهدافی در محدوده آزمایشی کورا فرود آمدند.
نه توسعه و نه استقرار آر اس-۲۴ احتمالاً با اجرای پیمان استارت جدید تهدید نمی‌شود. این موشک بار دیگر در ۲۴ دسامبر ۲۰۱۳ از فضاپیمای پلستسک در شمال غربی روسیه آزمایش شد. در ۲۶ دسامبر ۲۰۱۴، نیروهای راهبردی یک موشک آر اس-۲۴ یارس را با موفقیت پرتاب کردند. این موشک از یک پرتابگر متحرک مستقر در سایت آزمایشی پلستسک پرتاب شد. گزارش شده است که کلاهک‌های موشکی با موفقیت به اهداف خود در سایت آزمایشی کورا در کامچاتکا رسیده‌اند. این پرتاب که با پشتیبانی نیروهای دفاع هوایی و فضایی انجام شد، در ساعت ۱۱:۰۲ به وقت مسکو (08:02 UTC) انجام شد. بیش از ۱۰ پرتاب موفقیت‌آمیز بین سال‌های ۲۰۱۲ و ۲۰۲۲ انجام شده است.

## گسترش
در ژوئن ۲۰۰۸، طراح ارشد مؤسسه فناوری حرارتی مسکو، یوری سولومونوف، اعلام کرد که آر اس-۲۴ یک موشک توسعه یافته و با قابلیت هدف‌گیری مستقل چندگانه (MIRV) از موشک توپول-ام است که تمام آزمایشها را در سال ۲۰۰۸ به پایان خواهد رساند و به احتمال زیاد در سال ۲۰۰۹ مستقر خواهد شد. به گفته ژنرال نیکولای سولوتسوف، فرمانده نیروهای موشکی استراتژیک (SRF)، اولین موشک‌های آر اس-24 (RS-24) در سال ۲۰۰۹ در تیکوو مستقر شدند.
در ۱۷ مارس ۲۰۰۹، ژنرال سولوتسوف اعلام کرد که اولین هنگ موشک اندازهای بین قاره ای آر اس-۲۴ در دسامبر ۲۰۰۹ و زمانی که پیمات استارت-۱ قرار است منقضی شود، وارد خدمت خواهد شد. او بعداً این بیانیه را در ۷ مه تکرار کرد. به گفته نیروهای موشکی روسیه، شش موشک اول آر اس-۲۴ از نسخه متحرک خواهند بود.
همچنین در ۱۰ اکتبر ۲۰۰۹، ژنرال آندری شوایچنکو، فرمانده جدید نیروهای موشکی استراتژیک روسیه، در مصاحبه با خبرگزاری ایتار-تاس، استقرار آر اس-۲۴ در دسامبر ۲۰۰۹ را تأیید کرد که این موشکها از مجموعه موشکی موجود آر تی-۲ پی ام توپول ام (آر اس-۱۲ ام ۲) پشتیبانی می‌کنند.
آزمایش نسل جدید موشک اندازهای بین قارهای در اواسط ژوئیه ۲۰۱۰ تکمیل شد و اولین موشک‌ها اندکی پس از آن در ۱۹ ژوئیه مستقر شدند.
در دسامبر ۲۰۱۰، لشکر موشکی ۵۴ گارد در تیکوو دومین بسته تحویلی سامانه‌های موشکی آر اس-۲۴ خود را دریافت کرد. در مجموع ۶ موشک تا پایان سال ۲۰۱۰ مستقر شدند. در دسامبر ۲۰۱۱ لشکر اول هنگ دوم با ۳ موشک وارد وظیفه رزمی شد و لشکر دوم تا پایان سال ۲۰۱۱ مستقر گردید. در ۱۶ اوت ۲۰۱۲، سخنگوی نیروهای موشکی استراتژیک (SMF) سرهنگ. وادیم کووال گزارش داد که هنگ دوم از لشکر موشکی ۵۴ گارد در تیکوو، مرکز روسیه، در سال ۲۰۱۲ به‌طور کامل به سامانه‌های موشک بالستیک متحرک یارس مجهز خواهد شد.
روسیه اولین هنگ یارس متشکل از سه گردان را در اوت ۲۰۱۱ به‌طور کامل مستقر کرد و دو گردان از هنگ دوم را در ۲۷ دسامبر ۲۰۱۱ در وضعیت وظیفه رزمی قرار داد. استقرار سومین گردان از هنگ دوم، تجهیز مجدد لشکر تیکوو با سیستم‌های یارس را تکمیل کرد. این دو هنگ در مجموع از ۱۸ سامانه موشکی و چندین پست فرماندهی متحرک تشکیل شده است. دو لشکر موشکی دیگر در سال ۲۰۱۳ سامانه‌های یارس را دریافت خواهند کرد.
لشکر موشکی سی و نهم گارد، در پاسکینو، استان نووسیبیرسک، در سیبری، سامانه‌های یارس متحرک را دریافت خواهد کرد، در حالی که لشکر موشکی ۲۸ گارد در کوزلسک (در مرکز روسیه) به نسخه سیلویی این سامانه مجهز خواهد شد. نیروهای موشکی استراتژیک گفتند که موشک‌های بالستیک توپول-ام و آر اس-۲۴ تکیه گاه اصلی بخش زمینی سه‌گانه هسته ای روسیه خواهند بود و تا سال ۲۰۱۶ کمی کمتر از ۸۰ درصد از زرادخانه این نیرو را تشکیل خواهند داد.
سه هنگ موشکی نیروهای موشکی راهبردی روسیه در سال ۲۰۱۴ با سامانه‌های یارس مسلح شدند.
در ۱۸ اکتبر ۲۰۱۹، سرهنگ الکساندر پروکوپنکوف، فرمانده لشکر ۳۵ موشکی، اظهار داشت که سامانه‌های موشکی جدید " یارس- اس " در ماه نوامبر در شهر بارنائول وارد وظیفه رزمی خواهند شد. مشخصات فنی سامانه موشکی جدید فاش نشده است. قبلاً " یارس- اس " در یوشکار اولا وارد وظیفه رزمی شده بود. تا سال ۲۰۲۱، سه هنگ دیگر از نیروهای موشکی استراتژیک با این مجموعه مدرن مسلح شده‌اند.
به گفته سرگئی کاراکایف، فرمانده نیروهای موشکی استراتژیک، تا نوامبر ۲۰۱۹، "بیش از ۱۵۰" پرتابگر مجموعه " یارس " (سیلو و متحرک) در حال عملیات بوده است. هنگ‌های یوشکار اولا، تیکوو، نیژنی تاگیل و نووسیبیرسک به‌طور کامل با نسخه کشنده برپاگر پرتابگر (TEL) " یارس " مسلح شده‌اند و قرار بوده است که تسلیح مجدد هنگ‌های موشکی ایرکوتسک تا پایان سال ۲۰۱۹ تکمیل شود. به گفته کاراکایف، نیروهای موشکی روسیه (RVSN) سالانه "حدود ۲۰" مجتمع "یارس" دریافت می‌کنند. ۳ هنگ موشکی در بارنائول در سال ۲۰۱۹–۲۰۲۰ وظیفه رزمی خود را آغاز کردند.

## جنجال‌ها
معاهده استارت (START) افزایش تعداد کلاهک‌های منتسب به موشکهای بالستیک قاره‌پیما (ICBM) را ممنوع کرد، بنابراین روسیه گفت که آر اس-۲۴ یک موشک بالستیک قاره‌پیمای کاملاً جدید است و تلاش کرد نام اس اس-29 (SS-29) را به جای نسخه ۲ اس اس-27 (SS-27 Mod 2) جا زده و بدینوسیله ممنوعیت معاهده را دور بزند. مرکز ملی اطلاعات هوایی و فضایی ایالات متحده (NASIC) همیشه بر این باور بوده که یارس(Yars) فقط یک توپول- ام است که پیمان استارت را نقض می‌کند، که این موضوع هم در نامگذاری اولیه موشک به‌صورت نسخه-2 (Mod 2) و هم در تصاویر بسیار مشابه اس اس-۲۷ نسخه ۱ و نسخه ۲ مشهود بوده است.

## انواع

### نسخه متحرک جاده ای
- یارس-اس: نسخه مدرن و کوچک شده از نسخه متحرک جاده ای " یارس ".[۴۴]

### نسخه ریلی
- بارگوزین: یک نسخه راه اندازی واگن ریلی به نام ب ژ آر ک بارگوزین (BZhRK Barguzin) در حال توسعه است.[۴۵]

## کاربران
روسیه

نیروهای موشکی استراتژیک تنها اپراتور آر اس-۲۴ یارس هستند. از فوریه ۲۰۲۰ تاکنون، 136 موشک متحرک جاده ای و ۱۴ موشک مبتنی بر سیلو با ۷ لشکر موشکی مستقر شده‌اند:
مبتنی بر سیلو:
- لشکر موشکی ۲۸ گارد در کوزلسک

متحرک جاده ای:
- لشکر ۱۴ موشکی در یوشکار اولا
- لشکر موشکی ۳۹ گارد در نووسیبیرسک
- لشکر ۴۲ موشکی در نیژنی تاگیل
- لشکر موشکی ۵۴ گارد در تیکوو
- لشکر موشکی ۲۹ گارد در ایرکوتسک
- لشکر ۳۵ موشکی در بارنائول